# Xumet

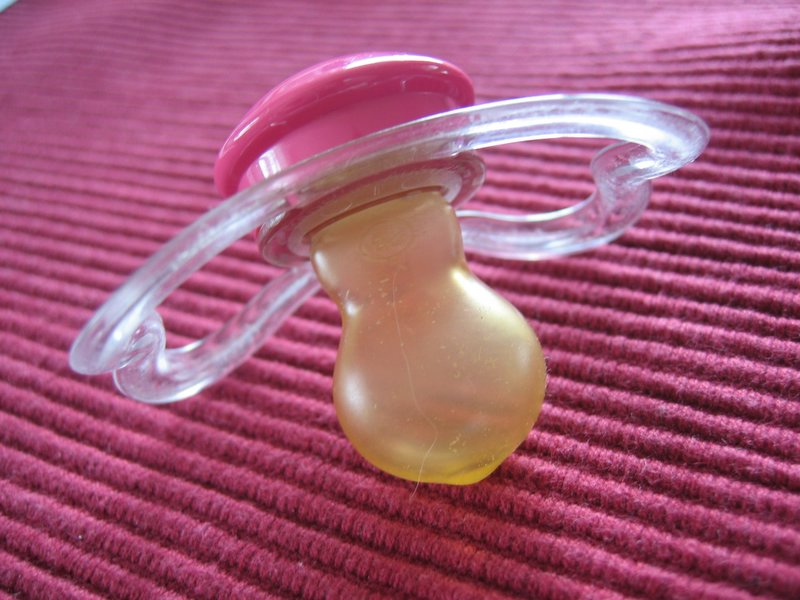
Un xumet de goma.

Un xumet (comunament denominat "xuclador", "tete", "babau" o "pipo") és un mugró de goma o plàstic que se li dona als nadons i nens petits perquè xuclin. Els dissenys dels xumets són bàsicament similars, però hi ha alguns que estan fets d'un sol material i, per tant, d'una sola peça; mentre que uns altres estan conformats per dos o més materials i el seu disseny es basa en l'associació de dues o més peces. La raó més important del disseny del xumet d'una sola peça és la de prevenir que la part que es xucla pogués desprendre's del seu suport i arribi a la tràquea del nadó, amb el risc que això implica.

## Història
La paraula xumet ve de xumar, col·loquialisme per a dir mamar. Acte que tranquil·litza i calma els nadons.
Els primers xumets per calmar als infants eren fets per teles plenes amb diversos materials, com ara sucre, que li donava forma d'una petita pilota.
A mitjans del 1800, a Anglaterra, les mares donaven als seus fills anells de goma. Però durant molt de temps van estar associats únicament a les classes més humils, ja que eren considerats antihigiènics.
El primer xumet modern es va patentar als Estats Units el setembre del 1900. Encara que era molt més simple, però tenia la mateixa forma dels que podem trobar avui en dia: una tetina de goma, un arc que l'envolta, i una nansa per sostenir-lo.
Es van començar a fer populars a la dècada dels 30. Actualment existeixen infinitat de models fets amb plàstic, cautxú o silicona.

## Tipus de xumets actuals
- Xumet clàssic amb tetina de làtex

### Xumet de làtex amb tetina rodona
Tenen diferents colorits elaborats amb pigments no tòxics. Les tetines de làtex té baix contingut d'un compost químic conegut com a nitrosamines, respectant d'aquesta manera les indicacions de les normes internacionals per fer-los completament segurs per al bebè.

### Xumet lluminós
La fluorescència de l'anell permet veure-ho clarament en la foscor fins a una hora després d'apagada la llum.

### Xumet de vidre
El xumet és transparent. Més enllà d'un perfil estètic diferent per les seves dimensions més reduïdes, ofereix la possibilitat de veure la boca del bebè a través de l'escut transparent.

### Xumet tot de silicona
Estan fabricats en una sola peça de silicona. Són més suaus i flexibles en totes les seves parts. Davant caigudes del bebè, aquests xumets ofereixen menors riscos de cops. Al mateix temps per la seva flexibilitat resulten més còmodes per al bebè.

### Xumet tot de goma
Aquesta variant és l'equivalent dels xumets tots de silicona però fabricada en cautxú natural.

### Xumet ventilat
Es tracta de xumets l'escut dels quals presenta no solament els orificis de ventilació obligatoris, sinó també un nombre més gran d'orificis addicionals perquè l'escut permeti una millor ventilació de la zona que envolta la boca del bebè. Es presenta en tetines de silicona anatòmica i rodona de la línia tradicional. Poden ser útils si el bebè presenta irritació deguda a excessiva humitat en aquesta zona de la boca.

### Xumet termòmetre
Un xumet que pot ser usat no només quan és necessari mesurar la febre en el bebè, sinó que pot utilitzar-se habitualment, tenint en compte les cures que han de ser observats amb la resta dels xumets. En els casos de nens molt rebels per prendre'ls la temperatura aquest xumet marca 37, 38 o 39, en cas de tenir-la alta s'ha de recórrer a un termòmetre de mercuri per a major precisió i consultar amb el seu pediatre.

### Xumet de línia ovoidal
Aquesta línia presenta els xumets amb un disseny més estilitzat. Es presenten en els seus productes formats arrodonits concebuts a partir de les formes ovoidals.

## Recomanacions mèdiques

### Sobre el dentat
La "Recomanacions sobre els hàbits de xuclar els polzes i ús del xumet" de l'American Academy of Pediatric Dentistry diu: "La majoria dels nens deixen de xuclar els polzes, els xumets o altres objectes sols entre els 2 i els 4 anys. No obstant això, alguns dels nens continuen aquests hàbits durant llargs períodes. En aquests nens, les dents superiors davanteres poden inclinar-se cap al llavi o no cloure correctament. Els hàbits freqüents o intensos durant un període prolongat poden afectar la manera com les dents del nen mosseguen correctament, ja que també afecten el creixement de les mandíbules i els ossos que sostenen les dents."
La British Oral Health Foundation (Fundació Britànica per a la Salut Bucodental) recomana: "Si podeu, eviteu l'ús de xumets i descoratgeu la succió del polze. Ambdós poden ocasionar problemes amb el creixement i desenvolupament de les dents. I això pot necessitar tractament amb un corredor quan el nen sigui gran."

### Altres
Un estudi sobre la síndrome de mort sobtada del lactant (SMSL) afirma que "Sembla oportú deixar de desanimar l'ús de xumets. Es desconeix el mecanisme pel qual els xumets poden reduir el risc de SMSL, però s'han proposat diversos mecanismes.". Els autors recomanen l'ús de xumets a l'hora de la migdiada i a l'hora d'anar a dormir durant el primer any de vida. Per a les mares lactants, els autors suggereixen esperar fins que la lactància materna estigui ben establerta, normalment durant diverses setmanes, abans d'introduir el xumet.

## Prevalença de l'adherència als xumets i les seves funcions psicològiques
A finals de la dècada de 1960, els investigadors van dissipar la idea que els xumets eren psicològicament insalubres i aberrants. Richard H. Passman i Jane S. Halonen de la Universitat de Wisconsin-Milwaukee van traçar el curs de desenvolupament de l'adherència als xumets i van proporcionar normes. Van trobar que el 66% de la seva mostra de nadons que tenien tres mesos, als Estats Units i segons les seves mares, tenien un cert vincle amb els xumets. Als sis mesos, aquesta incidència era del 40%, i als nou mesos era del 44%. A partir de llavors, la taxa d'adhesió als xumets va baixar de manera ràpida fins que, als 24 mesos d'edat i més tard, va ser força rara.
Aquests investigadors també van donar suport experimental al que aleshores només eren observacions anecdòtiques que els xumets tranquil·litzaven als nadons. En una sala de jocs desconeguda, els nens petits d'un any acompanyats del seu xumet van demostrar que jugaven més i tenien menys angoixa que els nadons sense xumet. Els investigadors van concloure que els xumets s'han de considerar objectes de fixació, similars a altres objectes de seguretat com les mantes.
Passman i Halonen van afirmar que l'aparició generalitzada d'adherència als xumets, així com la seva importància com a objectes de seguretat, haurien de tranquil·litzar els pares, ja que són una part normal del desenvolupament de la majoria dels nadons i nens petits.

## Recomanacions d'ús (o no ús) dels xumets
La Mayo Clinic ha publicat, i ha anat actualitzant, un seguit de recomanacions sobre el seu ús, i que podeu trobar traduïdes per l'Hospital de Sant Joan de Déu al català, amb alguns consells més de com deixar-lo.